# Werchter

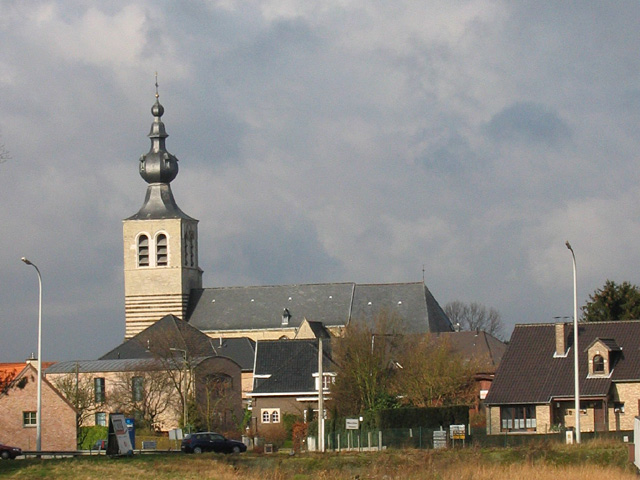
Kyrka i Werchter.

Werchter är en liten ort utanför staden Leuven i Belgien, som ligger i kommunen Rotselaar i provinsen Flamländska Brabant. Sedan några år tillbaka anordnas musikfestivalen Rock Werchter där.